# Chiesa di San Biagio de Mercato
La chiesa di San Biagio de Mercato (o de Mercatello) è una chiesa sconsacrata di Roma, nel rione Campitelli, posta ai piedi della scalinata dell'Aracoeli, sul fianco destro del Vittoriano.

## Storia
Di questa antica chiesa si conosceva solo il titolo, ma non l'esatta ubicazione. Questo fino agli anni venti del XX secolo, quando, per la sistemazione della piazza sottostante il Campidoglio fu deciso di smontare la chiesa di Santa Rita da Cascia in Campitelli per ricostruirla lungo via del Mare (oggi via del Teatro Marcello); la rimozione dell'edificio portò alla luce i resti di un'insula romana, perfettamente conservata, sulla quale era stata costruita nel Medioevo il tempio romanico.
Essa fu consacrata certamente prima del 1192, poiché è citata dal Catalogo di Cencio Camerario di quest'epoca. La sua costruzione è attribuibile alla famiglia Boccabella, di cui diverse lapidi dell'XI secolo sono conservate in ciò che oggi resta dell'edificio.
Il nome della chiesa fa riferimento al fatto che nel Medioevo antistante la chiesa si svolgeva il mercato della città. Dell'edificio sacro oggi restano l'abside e un affresco (la Deposizione di Cristo tra il pianto della Madonna e di san Giovanni del XIV secolo), e il piccolo campanile romanico, costruito direttamente sulle strutture romane. Sul vecchio edificio medievale fu costruita a metà del XVII secolo la chiesa di Santa Rita da Cascia in Campitelli.

## Galleria d'immagini

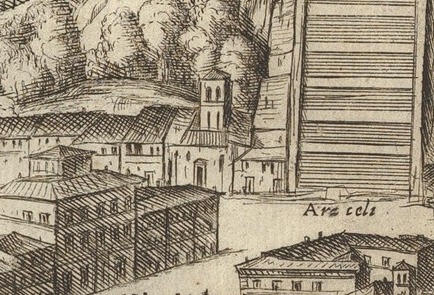
La chiesa nella pianta di Antonio Tempesta (1593)
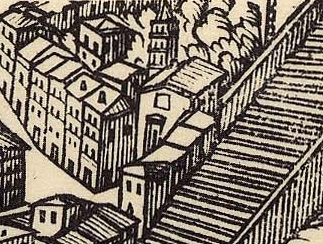
La chiesa nella pianta di Giovanni Maggi (1625)
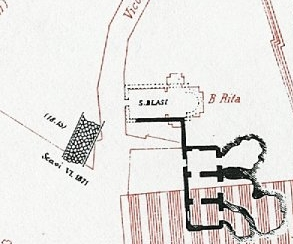
Confronto tra le piante di San Biagio e Santa Rita
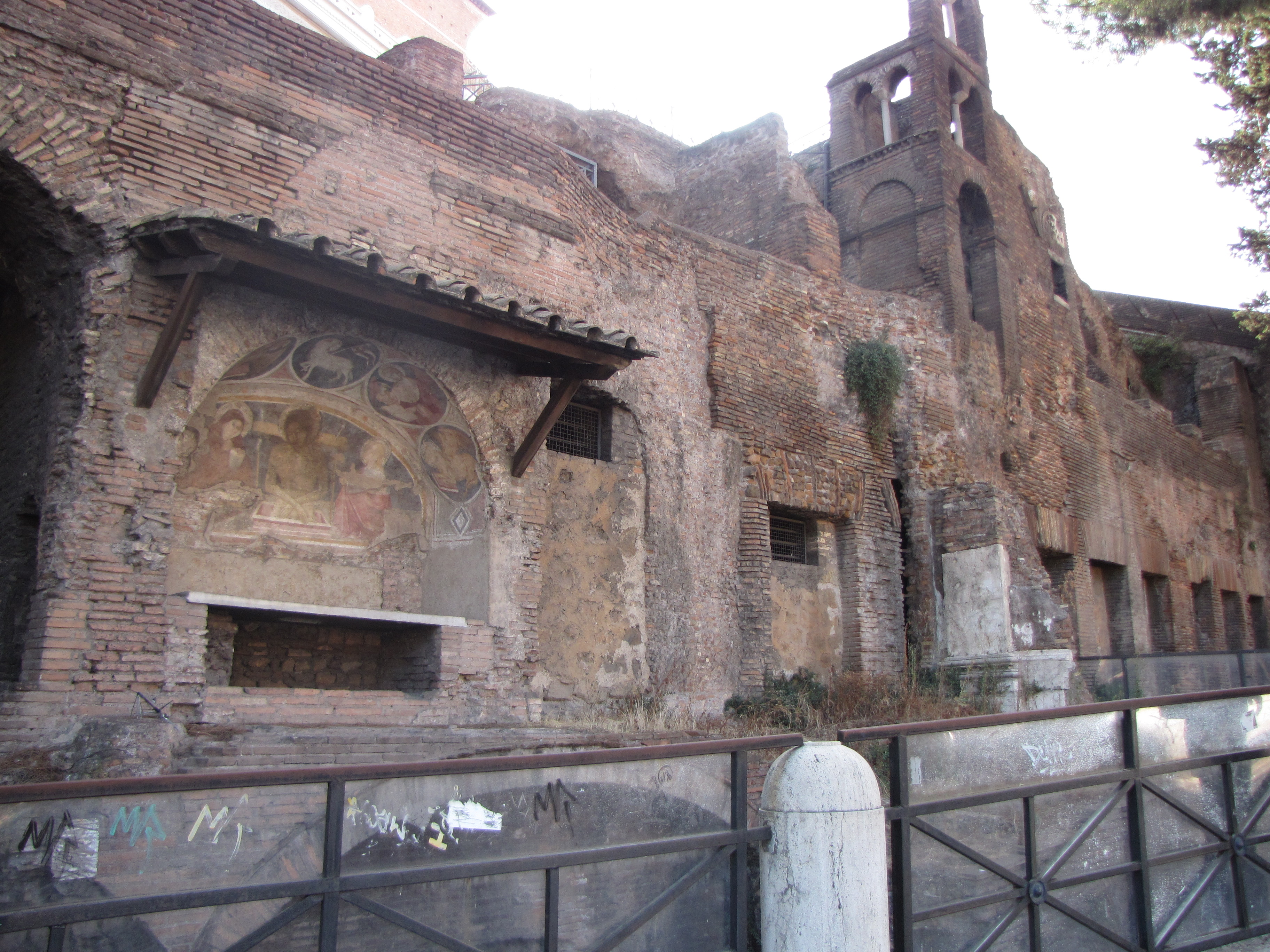
Veduta d'insieme
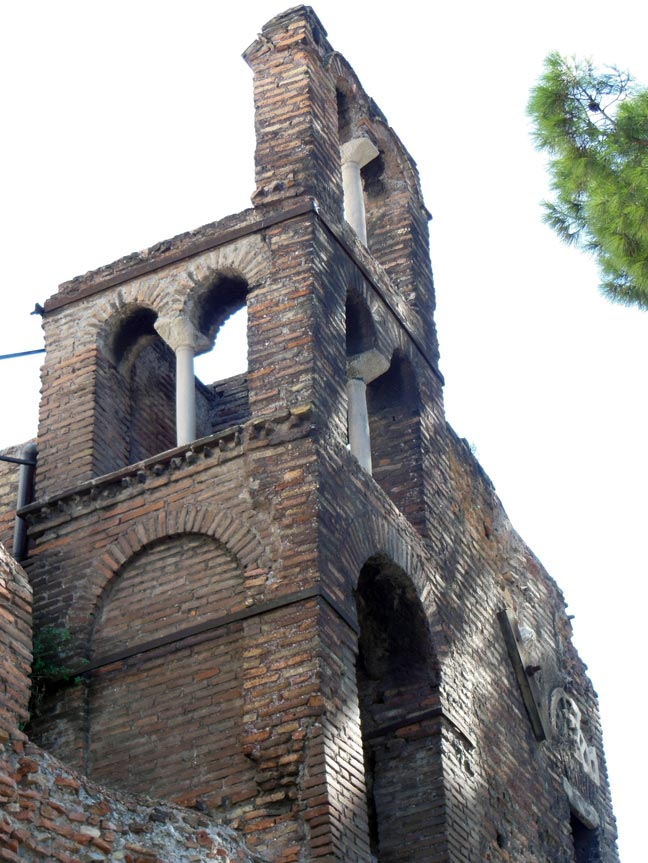
Il campanile
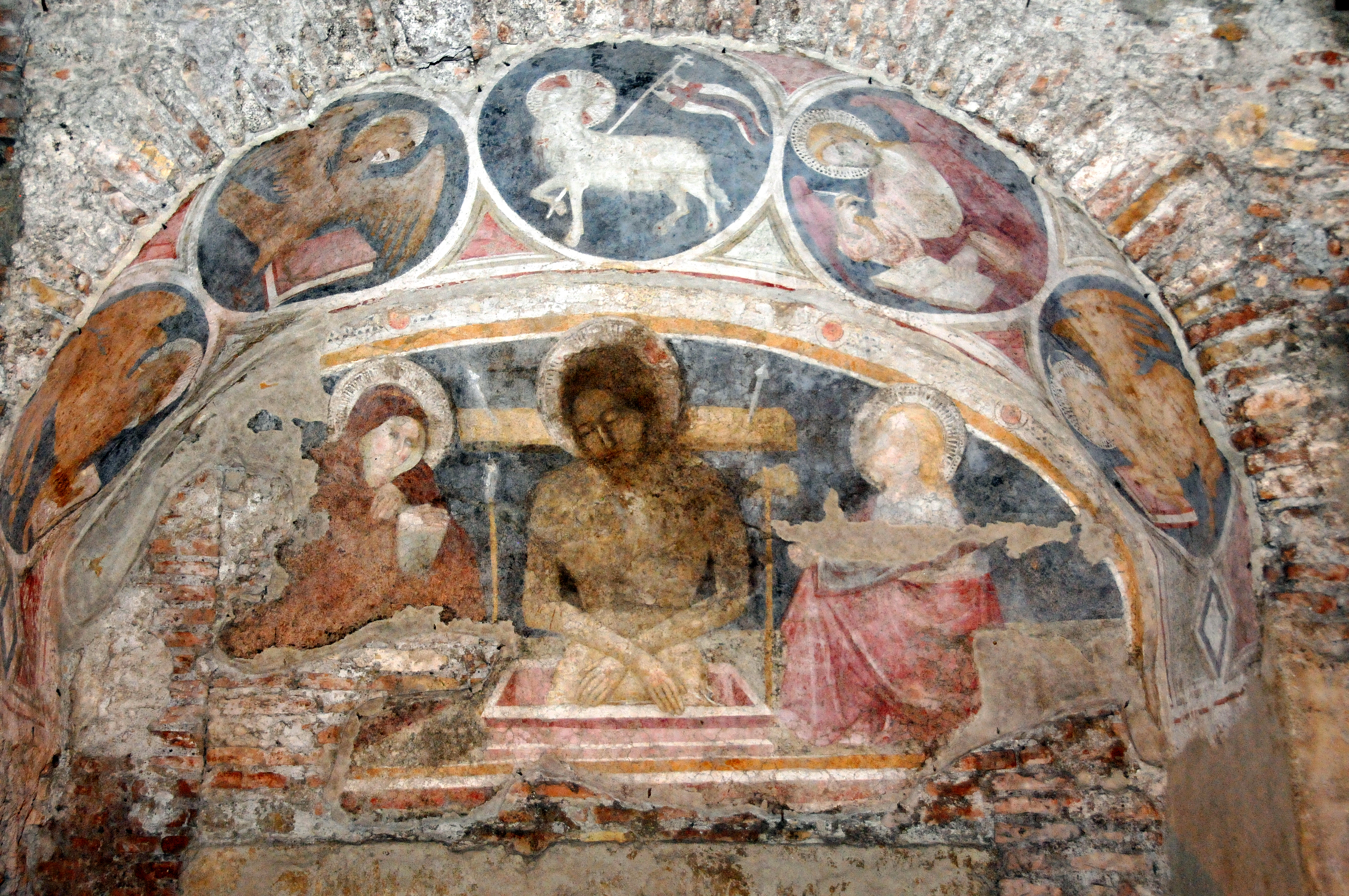
Gli affreschi